# Myrsine cipoensis
Myrsine cipoensis là một loài thực vật có hoa trong họ Anh thảo. Loài này được M.F.Freitas & Kin.-Gouv. mô tả khoa học đầu tiên năm 2005.